# Siegfried Pöhlmann
Siegfried Pöhlmann (* 11. Juli 1923 in Pocking; † 17. Juli 2000) war ein deutscher Politiker (Mitglied des Bayerischen Landtags in der 6. Wahlperiode für die NPD, danach Gründer der ANR).

## Leben

### Ausbildung und Krieg
Pöhlmann besuchte die Volksschule in Rotthalmünster und das Gymnasium in Regensburg, gleichzeitig war er auch Internatsschüler des protestantischen Alumneums in Regensburg. Am 12. Juni 1941 beantragte er die Aufnahme in die NSDAP und wurde zum 1. September desselben Jahres aufgenommen (Mitgliedsnummer 8.592.690). Im Wehrdienst bei der Gebirgstruppe wurde er in Innsbruck, an der Murmanskfront in Nordfinnland, in den Westalpen und in Mittelitalien eingesetzt, zuletzt als Leutnant und Bataillonsadjutant. Nach Kriegsende saß er bis November 1945 in Frankreich in Kriegsgefangenschaft. 
Nach dem Sommersemester 1946 an der philosophisch-theologischen Hochschule Regensburg wechselte er an die Universität Erlangen, an der er Rechtswissenschaften studierte und am 15. Dezember 1951 mit seiner Arbeit Begriff und Wesen des deutschen Berufsbeamtentums und des civil service in den Vereinigten Staaten von Nordamerika promoviert wurde.

### Nationaldemokratische Partei Deutschlands
Pöhlmann gehörte dem Bayerischen Landtag für den Wahlkreis Oberbayern von 1966 bis 1970 an und war in dieser Zeit Fraktionsvorsitzender der NPD sowie (ab 15. Dezember 1966) Mitglied im Ältestenrat und im Ausschuss für Verfassungs-, Rechts- und Kommunalfragen. Kurzfristig (vom 1. Oktober 1970 bis zu seinem Ausscheiden aus dem Parlament) war er auch Mitglied im Zwischenausschuss.
In der NPD war Pöhlmann einer der bedeutendsten Rivalen des Bundesvorsitzenden Adolf von Thadden und zu Beginn der 1970er Jahre stellvertretender Bundesvorsitzender. Beim Bundesparteitag 1970 in Wertheim misslang sein erster Versuch, von  Thadden abzusetzen und sich selbst zum neuen Vorsitzenden wählen zu lassen. Als bayerischer Landesvorsitzender griff er 1971 Thadden wegen dessen zu legalistischem Kurs an, der Pöhlmann zufolge die sinkende Popularität der NPD verursacht habe. Auf dem Holzmindener Parteitag der NPD 1971 unterlag Pöhlmann Martin Mußgnug, den der kurz zuvor zurückgetretene Thadden als neuen Vorsitzenden vorgeschlagen hatte. Pöhlmann verließ daraufhin mit seinem Flügel die NPD.

### Aktion Neue Rechte
Zusammen mit hunderten von seinen Anhängern, hauptsächlich aus der NPD Bayern und dem „volkssozialistischen“ Zirkel um Friedhelm Busses Partei der Arbeit (PdA) gründete Pöhlmann am 9. Januar 1972 die Aktion Neue Rechte (ANR).
Ebenfalls im Januar 1972 schloss sich Pöhlmann dem 1972 gegründeten Freiheitlichen Rat an, einer Bündnis-Initiative von Gerhard Frey und Alfred E. Manke, die Protestaktionen gegen die anstehende Ratifizierung des Moskauer Vertrages und des Warschauer Vertrages durch den Deutschen Bundestag zum Ziel hatte; bereits hier zeigten sich aber Differenzen innerhalb des nationalen Lagers, da nationalrevolutionäre und neonazistische Kräfte, sowohl in als auch außerhalb der ANR, die Pöhlmannsche Beteiligung ablehnten und stattdessen eigene Demonstrationen gegen die Ostverträge mit der Unabhängigen Arbeiterpartei (UAP) bzw. der Blauen Adlerjugend unter Führung von Wolfgang Strauß organisierten.
Sowohl durch ihren Namen als auch durch die Beteiligung der PdA übte die ANR von Anfang an eine Magnetwirkung auf nationalrevolutionäre bzw. neurechte Kräfte wie die UAP, die Sababurg-Runde um Lothar Penz und die Zeitung Junges Forum, die Gruppe um Sven Thomas Frank in Berlin sowie das „Nationale Zentrum 1871“ und die sogenannten Nationalrevolutionären Basisgruppen diverser Hochschulstandorte. Schon Henning Eichbergs Text der Gründungserklärung der ANR war in einem dezidiert „anitiimperialistischen“, „nationalrevolutionären“ und „sozialistischen“ Stil gehalten. Diese politische Richtung widersprach allerdings den Absichten Pöhlmanns, der im FZ-Verlag Freys das ANR-Periodikum Recht und Ordnung herausgeben ließ. Die „jungen Rechten“ waren zwar sehr agil, in der ANR aber in der Minderheit (insbesondere nach der Abspaltung der PdA von der ANR im Jahr 1973); im Streit mit Pöhlmann zerfiel die ANR 1974, als nationalrevolutionäre Nachfolgeorganisation entstand aus ihr die „Nationalrevolutionäre Aufbauorganisation“ bzw. unter Eichbergs Einfluss die „Sache des Volkes/NRAO“.